# Cuevas Labradas
Cuevas Labradas – gmina w Hiszpanii, w prowincji Teruel, w Aragonii, o powierzchni 40,81 km². W 2014 roku gmina liczyła 127 mieszkańców.